# Il·líria
Il·líria (llatí: Illyricum; grec antic: Ιλλύρις) fou el nom que rebia a l'antiguitat la terra poblada pels il·liris, un poble heterogeni i força desconegut però d'acceptada filiació indoeuropea. S'estenia dels Alps orientals fins a les terres gregues de l'Epir i Macedònia, i de la costa Adriàtica fins al Danubi.
Fou conquerit pels romans en les guerres il·líries a mitjan segle ii aC, per bé que no hi exerciren un domini efectiu fins al temps de Juli Cèsar i August, quan fou convertit en província romana, sota el nom d'Illyricum ('[territori] il·líric'). Però durà poc com a província, atès que, durant el mandat de Vespasià, la dividiren en dos: Dalmàcia, la part costanera; i Pannònia, la part interior. Després de la caiguda de l'Imperi Romà d'Occident, acabà annexat a l'Imperi Romà d'Orient fins a les migracions dels eslaus al segle ix.

## Geografia
L'habitaven diverses tribus, entre les quals els enquelans, els nestes i els bulins a l'extrem nord, i els amantins a l'extrem sud, per bé que Heròdot inclou com a il·liris els vènets. No obstant això, el fet que aquest territori hagués sofert invasions dels gals vers el 400 aC i el desconeixement i desinterès dels autors clàssics fa difícil de precisar la filiació lingüística i ètnica dels diferents grups que poblaven el territori. A l'època imperial, segons que es desprén dels texts de Tàcit i Estrabó, hom pot dir que Il·líria anava del Neretva (antic Naro) al Drin, i que a l'est quedaven els triballi.
Les ciutats principals n'eren Grabeis, Muicurum i Bil·lis. Les muntanyes principals eren les actuals Dinarsko Gorje o Prolog que anaven des d'Ístria a Albània. Les illes eren dividides pels grecs en dos grups: Absírtides i Libúrnides. El primer grup són les illes més al nord, com Cres i Krk; al segon destaquen Lissa, Brattia, Issa, Melita, Corcira Nigra, Faros i Olint. A l'interior hi havia el llac Lychnitis, del qual sorgeix el Drilo (a l'edat mitjana, la ciutat d'Ocrida, l'antiga Lychnidus, fou capital de l'Imperi búlgar).

## Història

Mapa d'Il·líria abans de la conquesta romana.

Els il·liris apareixen en la història en la Guerra del Peloponès, quan Bràsides i Perdicas es van retirar al seu país i es va produir un primer enfrontament.
Els il·liris van formar un regne, el primer rei històric del qual fou Bardil·lis I (vers 385-358 aC); les tribus del nord van fer incursions al Regne de Macedònia i es van apoderar de l'oest del país, empesos pels gals que havien envaït Il·líria, i el rei Perdicas III va morir en lluita contra els il·liris. Filip II de Macedònia, només arribar al tron, els va atacar i va conquerir part dels seus territoris el 358 aC; totes les tribus a l'est del Lychnidus van haver de jurar obediència al rei Filip. El regne va continuar amb capital probablement prop de la moderna Dubrovnik.
Alexandre el Gran va combatre el cap il·liri Cleitus (Clitos), al qual va derrotar, i soldats il·liris van acompanyar el conqueridor en la seva expedició a Pèrsia; però, a la mort d'Alexandre, el Regne il·liri va tornar a ser independent.
El 312 aC, el rei Glàucies va expulsar els grecs d'Epidamne i, al segle següent, el regne tenia capital prop de l'actual Shkodër.

### Primera Guerra il·líria
Molts il·liris es dedicaven a la pirateria i, el 233 aC, eren un poder naval a considerar a la mar Adriàtica i van entrar en conflicte amb els romans, assolant les costes i obstaculitzant la navegació dels aliats romans. Llavors, va pujar al tron la reina Teuta, vídua del rei Agron i regent del seu fill Pinnes, menor d'edat. Els romans van enviar dos ambaixadors a la reina demanant reparacions, però la reina va contestar que les pirateries eren un hàbit del seu poble i finalment va matar els ambaixadors. Un exèrcit romà va travessar la costa de la mar Jònica i va obtenir la victòria, però es va ajustar una pau en termes honorables i els estats de Còrcira, Apol·lònia i Epidamnus, dominats pels il·liris, van rebre la seva llibertat com a regal de Roma.

### Segona Guerra il·líria
Teuta va morir vers el 228 aC i Demetri de Faros es va fer amb la regència del jove Pinnes, i va usurpar el poder; pensant que els romans estaven molt ocupats amb les guerres gàl·liques d'Itàlia, va tornar a permetre actes de pirateria, cosa que va portar a la Segona Guerra d'Il·líria (219 aC), que va suposar la conquesta del país. Pineus va seguir al tron com a client romà almenys fins al 217 aC i, probablement, fins vers el 212 aC; el va succeir el seu oncle Escerdílides (vers 212 aC-206 aC), a la mort del qual va pujar al tron el seu fill Pleurat III, que va ser fidel als romans durant la guerra contra Macedònia i fou recompensat amb els territoris de la regió del llac Lychnidus i el país dels parthini, que abans pertanyien a Macedònia.
El 180 aC, va pujar al tron el seu fill Gentius (Genthios) i les tribus del sud de Dalmàcia es van revoltar contra ell, es van fer independents, van establir la capital a Dalminium i van prendre el nom de dàlmates. El seu territori fou entre el Naro (Narenta) i el Tilurus o Nestus (Cetina) amb 20 ciutats, i es van estendre cap al Titius (Kerka) governant-se com una república i posant fi a la monarquia al seu país.

### Tercera guerra il·líria
Els romans, que lluitaven contra Perseu de Macedònia en la Tercera Guerra Macedònica estaven acampats al riu Genesus el 168 aC i se'ls havien unit contingents ballins, apol·loniats i dirraquians, i en assabentar-se d'una possible aliança entre Perseu de Macedònia i Gentius, van decidir començar les hostilitats.
Gentius va reunir en el seu exèrcit uns 15.000 homes al riu Lissus i va enviar Caravanti, que amb 1.000 infants i 500 cavallers fou enviat contra els cavis, un poble il·liri favorable als romans que no obeïa Gentius. Quan Caravanti els va demanar de sotmetre's van preferir aguantar un setge i no rendir-se; no obstant això, la ciutat de Durnium va obrir portes a Caravanti, però una ciutat que es deia Caravandis, els les va tancar i quan va atacar la rodalia i va saquejar els camps va patir nombroses baixes.
Gentius va avançar cap a Bassània, una ciutat a pocs quilòmetres del Lissus, mentre Luci Anici Gal, que estava estacionat a Apol·lònia d'Il·líria, va decidir reunir-se amb el gros de les forces romanes al Genesus que dirigia Appi Claudi Centó, que era a la vora del riu Genusos, i aportà a més a més 2.000 infants partins dirigits per Epicadus i 200 cavallers partins dirigits per Algalus.
Luci Anici Gal fou informat que els pirates il·liris estaven atacant la costa de Dirràquium i Apollonia, va sortir amb la flota romana per atacar la flota enemiga i obligà els vaixells il·liris a retirar-se; després, es va dirigir cap a la zona on era Appi Claudi, i obligà el rei Gentius a retirar-se cap a la seva capital de Scodra i part del seu exèrcit es va rendir als romans. La clemència de Gal va incitar moltes ciutats a sotmetre's i Luci Anici Gal va poder avançar fins Scodra. Gentius va sortir de la ciutat per enfrontar-se als romans en camp obert, però Luci Anici Gal va posar les seves forces en fuita. El rei va enviar ambaixadors a demanar una treva de tres dies per considerar què havia de fer i en realitat per esperar reforços del seu germà Caravanti. Luci Anici Gal li va concedir els tres dies i com que els reforços no van arribar, el mateix Gentius va anar al camp romà i es va rendir de la manera més humil, i va ser fet presoner.
Gal va entrar a Scodra on va alliberar els presoners romans i va enviar un dels alliberats, Perpenna, a Roma, amb la notícia de la rendició de Gentius. Gal va fer la campanya en trenta dies i el senat li va declarar un agraïment públic de tres dies. Al seu retorn a Roma, Gal va celebrar el triomf. Il·líria fou incorporada a Roma. Es van produir algunes revoltes, la darrera de les quals fou a Dalmàcia. Des de l'any 12, en què Dalmàcia va quedar totalment sotmesa, aquesta regió i Il·líria, tot i que eren regions diferents, reberen els dos noms indiferentment (tècnicament, Il·líria era el país entre el Save i la mar Adriàtica).

## Reis d'Il·líria
Els següents personatges regnaren alguna de les múltiples regions d'Il·líria:
- Sirres, vers 400 aC.
- Bardil·lis I, vers 385-358 aC.
- Gravos, vers 356 aC.
- Pleurat I, vers 344 aC.
- Clit, vers 335 aC.
- Glàucies, vers 317-303 aC.
- Bardil·lis II, vers 295-290 aC.
- Monuni, vers 280 aC.
- Mitili, vers 270 aC.
- Pleurat II, vers 260 aC.
- Agron, vers 250-230 aC.
- Pinnes o Pineu, 230-212 aC.
- Teuta (reina), 230-228 aC (regent).
- Demetri de Faros, vers 228-219 aC.
- Escerdílides, vers 212-205 aC.
- Pleurat III, vers 205-180 aC.
- Gentius, 180-168 aC.
- A Roma, 168 aC.